# Adapsilia nocturna
Adapsilia nocturna är en tvåvingeart som beskrevs av Mario Bezzi 1914. Adapsilia nocturna ingår i släktet Adapsilia och familjen Pyrgotidae. Inga underarter finns listade i Catalogue of Life.